# Linognathus hippotragi
Linognathus hippotragi är en insektsart som beskrevs av Ferris 1932. Linognathus hippotragi ingår i släktet Linognathus och familjen nötlöss. Inga underarter finns listade i Catalogue of Life.